# 44 př. n. l.

## Úmrtí
- 15. březen – Gaius Iulius Caesar (* 100 př. n. l.) – zavražděn při jednání římského senátu
- Ptolemaios XIV. Theos Filopatór II. – (* 59 nebo 60 př. n. l.) – egyptský faraon z dynastie Ptolemaiovců

## Hlavy států
- Římská říše – Caesar (doba vlády 49–44 př. n. l.)[1]
- Parthská říše – Oródés II. (58/57 – 38 př. n. l.)[2]
- Egypt – Ptolemaios XIV. Theos Filopatór II. (47 – 44 př. n. l.) » Ptolemaios XV. Kaisarion Filopatór Filométor (44 – 30 př. n. l.) + Kleopatra VII. (doba vlády 51 př. n. l. – 30 př. n. l.)[3][4]
- Čína – Jüan-ti (dynastie Západní Chan)